# Брячково
Брячково  — деревня в Торжокском районе Тверской области. Входит в состав Грузинского сельского поселения.

## География
Находится в центральной части Тверской области на расстоянии приблизительно 7 км на юго-восток по прямой от районного центра города Торжок на правом берегу реки Тверца.

## История
Деревня была отмечена еще на карте 1825 года. В 1859 году здесь (деревня Новоторжского уезда Тверской губернии) был учтен 41 двор, в 1941 — 46.

## Население
Численность населения: 245 человек (1859 год), 27 (русские 100 %) в 2002 году, 36 в 2010.